# 名探偵明智小五郎シリーズ 怪人四十面相
『名探偵明智小五郎シリーズ 怪人四十面相』（めいたんていあけちこごろうシリーズ かいじんよんじゅうめんそう）は、1966年4月3日から6月26日にかけて日本テレビ系で放送された、宣弘社プロダクション制作のテレビドラマ。

## 概要
江戸川乱歩の『少年探偵団』シリーズをテレビドラマ化した作品。舞台を放送当時の現代（1966年）に置き換え、当時のスパイブームの影響によりスパイアクションやSFの要素が加味されている。特に明智小五郎が乗る特殊秘密カーは『007』シリーズからの影響が強いものである。
企画段階では『宇宙怪人』という題名であったが、視聴者に馴染みやすい題名とする配慮から『怪人四十面相』に改められた。
主演は翌年に『キャプテンウルトラ』でも主演を務めた中田博久、ヒロインは後年『清水次郎長』でブレイクする梓英子が務めた。
企画の西村俊一、脚本の伊上勝、レギュラー出演の天津敏と牧冬吉など宣弘社プロダクション制作の『隠密剣士』と同様の布陣であるが、同作品の監督であった船床定男は別作品へ参加していたため、本作品では外山徹が監督を務めた。

## キャスト
- 明智小五郎 - 中田博久
- 高月早苗 - 梓英子
- 小林少年 - 関口守一
- 少年探偵団 - 堤政之、鶴田敏宏、内田喜郎、小山潔、押火淳、砂川一美
- 東刑事 - 幸田宗丸
- 豊臣大八 - 牧冬吉（透明怪人）
- 怪人四十面相 - 天津敏
- ユミ - 国景子（黄金仮面）
- クイーン - 初名美香（天空魔人）
- ジャック - 今井健二（天空魔人）
- マリア - キャロル・スニーン（透明怪人）
- ハインリッヒ博士 - ヴィンズ・デュラント（透明怪人）
- ゴリラ - 大前均（透明怪人）

## スタッフ
- 製作 - 小林利雄(宣弘社プロダクション)、山田宗雄(日本テレビ)
- 企画 - 西村俊一
- 原作 - 江戸川乱歩
- 脚本 - 伊上勝
- 撮影 - 関口政雄
- 美術 - 小林晋
- 音楽 - 平山正夫
- 照明 - 大塚勝治
- 助監督 - 小出良助
- 編集 - 角井美知子
- 効果 - 山辺信雄
- 録音 - 日本録音センター
- 製作主任 - 野尻昌治
- 擬斗 - 松宮武久
- 監督 - 外山徹
- 製作 - 宣弘社プロダクション、日本テレビ

## 主題歌
「冴えてる男」
作詞 - 加藤省吾 / 作曲 - 小川寛興 / 歌 - 水野あきら→坂本博士

## 作品リスト
- 黄金仮面（全4回）
- 天空魔人（全4回）
- 透明怪人（全5回）

## 映像ソフト
『昭和の名作ライブラリー』第19集として2014年5月30日に、全13話を収録したデジタルリマスター版のDVDBOXが発売された。これが初の映像ソフト化である。